# 카탈란스 드래건스
카탈란스 드래곤스(Catalans Dragons)는 2001년 창단한 프랑스 수퍼 리그의 프로 럭비 리그 팀이다. 페르피낭울 연고로 하고 있으며 홈구장은 스타드 질베르 브루투스이며 스페인 바르셀로나의 몬주익 올림픽 경기장에서 홈경기를 치르기도 한다.